# Teredorus bidentatus
Teredorus bidentatus är en insektsart som beskrevs av Zheng, Z., K. Huo och Hongjie Zhang 2000. Teredorus bidentatus ingår i släktet Teredorus och familjen torngräshoppor. Inga underarter finns listade i Catalogue of Life.